# ソウル江北警察署
ソウル江北警察署（ソウルカンブクけいさつしょ）は、ソウル地方警察庁所管の警察署である。

## 管轄区域
- 江北区

## 沿革
- 1969年2月12日 - 北部警察署として開所
- 1991年11月1日 - 道峰警察署の開設に伴い当警察署が管轄している6派出所を移管。 鍾岩警察署に当警察署が管轄している3派出所を移管。
- 2001年12月27日 - 北部警察署をソウル北部警察署に名称変更。
- 2006年3月1日 - ソウル北部警察署をソウル江北警察署に名称変更。ソウル鍾岩警察署から江北区内にある1地区隊を編入。道峰区内にある3派出所移管。管轄区域を江北区全域に変更

## 管轄地区隊
- 弥阿地区隊
- ソルセム地区隊

## 管轄派出所
- 水兪1派出所
- 水兪2派出所
- 水兪3派出所
- 仁寿派出所
- 樊洞派出所
- 樊3派出所